# Nguyễn Cẩm Lũy
Nguyễn Cẩm Lũy, sinh 1948 tại xã Long Khánh, huyện Hồng Ngự, tỉnh Châu Đốc, (ngày nay là xã Long Khánh A, huyện Hồng Ngự, tỉnh Đồng Tháp), là một nhân vật thường được gọi là "thần đèn" vì có khả năng di chuyển các công trình lớn.

## Sự nghiệp
Nguyễn Cẩm Lũy sinh ra trong một gia đình nông dân. Ông chỉ học hết lớp 4 rồi nghỉ. Đến năm 21 tuổi, ông đã là một thợ xây dựng lành nghề có nhiều suy nghĩ và ý tưởng táo bạo.
Ông nổi tiếng với công việc chuyên di dời các công trình xây dựng lớn qua những quãng đường dài.
- Cổng tam quan chùa Vĩnh Nghiêm là công trình thứ 201 mà ông Nguyễn Cẩm Lũy di dời thành công[1][2].
- Lùi 30m, nâng cao 70 cm miếu bà Chúa Xứ ở TP. Châu Đốc (An Giang) nặng 200 tấn
- Chống thẳng Bửu Tháp ở An Giang cao 10m
- Di chuyển một ngôi nhà ở quận Phú Nhuận trong điều kiện phải đi qua một cái ao trong khuôn viên nhà thờ.

Ông cũng đã được mời sang Philippines để dời nhà.
Ông Nguyễn Cẩm Lũy đã thành lập Công ty TNHH Xây dựng cầu đường và thủy lợi Cẩm Lũy tại quận Bình Tân, TP.HCM. 4 người con trai của ông Lũy đều theo nghiệp cha